# 墨脱鼹
墨脱鼹（学名：Alpiscaptulus medogensis），一种于中国西藏墨脱县发现的啮齿动物，隶属于鼹科美洲鼹族的单型属高山鼹属（Alpiscaptulus）。

## 发现
本种的模式标本是2019年6月2日，中国科学院昆明动物研究所蒋学龙课题组在西藏墨脱开展哺乳动物调查时，于墨脱县达木珞巴民族乡南迦巴瓦峰地区采集，副模标本于同年5月24日在墨脱格当乡采集。之后通过详细的形态学对比和分子系统学分析，确定2标本为一新属种，并且与甘肃鼹（Scapanulus oweni）构成姐妹群，两者的分化时间发生在中新世中期（11.56Mya），这一时期青藏高原的快速隆升及其随后的气候变化可能导致这两个物种的分化。本种也是目前美洲鼹族已知分布海拔的最高的种类。

## 形态特征
模式标本雌性，头体长89毫米，尾长42毫米，重25.9克。鼻子较长，呈圆锥形；鼻子和颏具有白毛。身体背部毛皮为黑灰色，腹部颜色稍淡。尾巴具有淡棕色至白色毛。手和足背面为浅棕色，边缘白色。